# توماس لوندين
توماس لوندين (بالسويدية: Thomas Lundin)‏ هو لاعب كرة قدم ومدرب كرة قدم سويدي، ولد في 13 أبريل 1961. لعب مع نادي فاسالوندس ونادي هاماربي ونادي هرتا برلين.